# René Chopin
René Chopin, né à Montréal le 2 avril 1885 et mort le 28 juin 1953, est un poète québécois.

## Biographie
Joseph-Fabien-René Chopin nait dans la municipalité du Sault-au-Récollet, désormais un quartier de la ville de Montréal.
Il fait ses études classiques au Collège Sainte-Marie et son droit à l'Université Laval de Montréal.
En 1913, il fait paraître le recueil de poésie Le cœur en exil chez un éditeur parisien, à l'invitation de ses amis Paul Morin et Marcel Dugas.
Son œuvre, composée de deux recueils de poésie, est associée à l'exotisme, un mouvement littéraire moderniste qui s'est développé à Montréal au début du XXe siècle,.

## Œuvres
- Le cœur en exil, Paris, Georges Crès & Cie, 1913, 179 p.
- Dominantes, Montréal, Éditions Albert Lévesque, 1933, 164 p., illustrations de Adrien Hébert